# Ryan Schwieger
Ryan Schwieger (Matthews, Carolina del Norte; 18 de mayo de 1999 (25 años)) es un jugador profesional estadounidense de baloncesto, que mide 2,01 metros y actualmente juega en la posición de escolta para el SC Rasta Vechta de la Basketball Bundesliga.

## Profesional
Es un escolta formado en la Weddington High School de su ciudad natal hasta 2017, cuando ingresa en la Universidad de Princeton, donde jugó durante tres temporadas la NCAA, formando parte de los Princeton Tigers desde 2017 a 2020.
Tras una temporada en blanco, forma parte de la Universidad Loyola Chicago, donde jugaría durante la temporada 2021-22 la NCAA con los Loyola Ramblers.
Tras no ser elegido en el draft de la NBA de 2022, el 12 de julio de 2022 firma por el SC Rasta Vechta de la ProA, la segunda división alemana con el que logra el ascenso a la Basketball Bundesliga en su primera temporada.